# 索菲尼王國

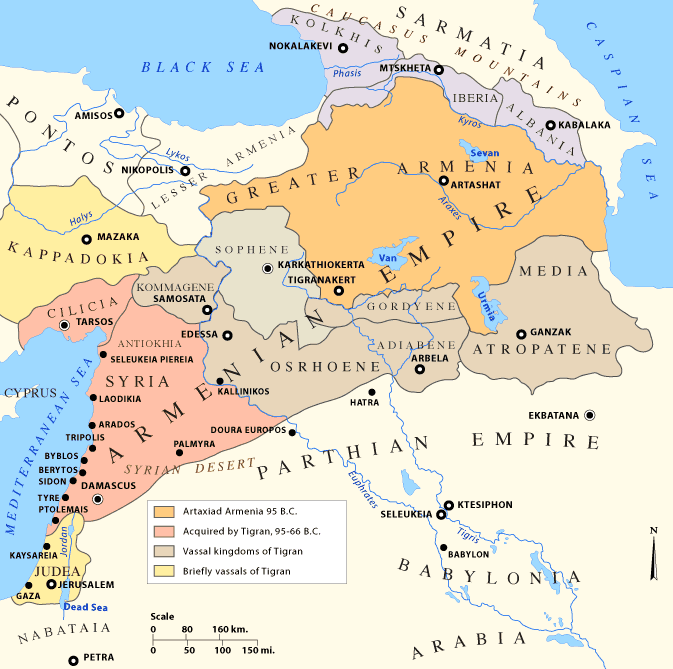
索菲尼－提格蘭帝國的一部份。

索菲尼王國是古代亞美尼亞人的一個王國。該王國建於公元前2世紀，並保持獨立至前90年代，直至被提格蘭大帝征服，成為他的王國的一部份。

## 起源
索菲尼最初是烏拉爾圖的一部份，於前600年成為新崛起的亞美尼亞人的奧龍特王朝的一個省。在阿歷山大大帝於前330年代的戰事及阿契美尼德帝國因而崩潰之後，索菲尼成為亞美尼亞最先接觸及吸收希臘文化的地區之一。
前201年塞琉古的安條克大帝派遣他的阿美尼亞裔將軍阿爾塔什斯和扎德里亞迪茲（Zariadres）攻下了大阿美尼亞和索菲尼。安條克委派扎德里亞迪茲為索菲尼總督。隨著安條克在前190年的馬格尼西亞戰役中被羅馬打敗後，阿爾塔什斯和扎德里亞迪茲－在羅馬的同意下－策動叛變，實行自治；阿爾塔什斯建立了亞美尼亞王國而扎德里亞迪茲建立了索菲尼王國。希臘地理學家斯特拉波在他的《地輿志》中曾提及索菲尼的首都（Carcathiocerta）。
前95年，索菲尼被亞美尼亞王國兼併。